# MC Lyte
MC Lyte (имя при рождении Лана Мишель Мурер; род. 11 октября 1970, Бруклин, Нью-Йорк, США) — американская рэп-исполнительница получившая популярность в конце 1980-х, став первой женщиной, выпустившей полноценный сольный рэп-альбом, который получил название Lyte as a Rock.

## Юность
Лана Мишель Мурер выросла в Бруклине, штат Нью-Йорк. Она начала читать рэп в возрасте 12 лет. Оригинальное сценическое имя MC Lyte было Sparkle. Она начала записывать свой первый трек в возрасте 14 лет, он был выпущен два года спустя:1.
Она считает хип-хоп дуэт Audio Two своими братьями, потому что они выросли вместе. Нат Робинсон основал для них лейбл под названием First Priority. После создания лейбла Робинсон заключил сделку с Atlantic Records с одним условием, что Лайт также получит контракт на запись.

## Музыкальная карьера
В 1987 году, в возрасте 16 лет, Лайт выпустила свой дебютный сингл «I Cram to Understand U (Sam)», ставший одной из первых песен, написанных об эпохе крэка. Ей было 12 лет, когда она написала песню. Лайт также выступила в ремиксе и музыкальном клипе «I Want Your (Hands on Me)» ирландской певицы Шинейд О’Коннор, который вышел в мае 1988 года на MTV.
В 1988 году она выпустила свой первый альбом Lyte as a Rock. В дополнение к «I Cram to Understand U (Sam)», в альбом вошли такие песни, как «Paper Thin», песня, которая дает альбому его название, и трек «10% Dis». Несмотря на то, что альбом не имел большого коммерческого успеха, он считается одним из лучших и самых важных рэп-альбомов в истории. После выхода альбома журнал Village Voice оценил Лайт как лучшую вокалистку в хип-хопе.
Менее чем через полтора года Лайт выпустила второй альбом Eyes on This. Этот альбом, как и его предшественник, получил положительный критический прием и был признан классикой хип-хопа. Этот альбом включал хитовый сингл «Cha Cha Cha» (который провел 18 недель в чартах Billboard Hot Rap Singles, достигнув 1-го места) и социально сознательный «Capuccino». В начале того же года Лайт присоединилась к движению «Останови насилие». Вместе они выпустили сингл «Self Destruction» в ответ на насилие в хип-хопе и афроамериканских сообществах. Песня дебютировала под номером 1 в первую неделю существования горячих рэп-песен Billboard , а вырученные средства были пожертвованы Национальной городской лиге.
В 1990 году она стала первой рэп-исполнительницей, выступившей в Карнеги-холле.
1 мая 1991 года Лайт выступила с песней «Yo! Unplugged Rap» наряду с группой под названием Quest, De La Soul и LL Cool J. Её выступление было высоко оценено Кеном Такером из Entertainment Weekly, который прокомментировал: MC Lyte исполнила свою песню «Cappucino», как рэп-Арета Франклин. Lyte раскрыла душу в своих текстах. В сентябре 1991 года Lyte выпустила свой третий альбом, Act Like You Know. Несмотря на то, что синглы «Poor Georgie» и «When in Love» достигли пика на 1-м и 3-м местах в горячих рэп-синглах, альбом достиг только 102-го места в Billboard 200.
В 1992 году она начала работу над своим следующим альбомом под названием Ain’t No Other, выпущенным 22 июня 1993 года. На этом альбоме она вернулась к более хардкорному звучанию и имела лучшие критические и коммерческие показатели. После сингла «Ruffneck», который разошелся тиражом в полмиллиона копий, она стала первой женщиной-рэпером, получившей золотую сертификацию в качестве сольного исполнителя, а также получила номинацию на премию Грэмми в категории Лучшее рэп-исполнение.
Летом 1994 года участвовала в мировом турне Джанет Джексон.
В августе 1996 года, после подписания контракта с филиалом Elektra Records East West, Лайт выпустила пятый альбом в своей карьере, Bad as I Wanna B. Он стал одним из её самых коммерчески успешных альбомов. На этом альбоме у неё были два самых успешных сингла: «Keep On Keepin' On» и ремикс «Cold Rock a Party». Оба сингла получили золотые сертификаты на американском рынке. Её следующий альбом 1998 года, Seven & Seven не стал коммерчески успешным, в результате чего Лайт покинула East West Records.
В марте 2003 года Лайт выпустила независимую пластинку The Undaground Heat с участием Джейми Фокса. Альбом имел небольшое коммерческое влияние и смешанные отзывы, но получил номинацию на премию Грэмми в категории Лучшее женское рэп-исполнение за сингл «Ride Wit Me». Она также была номинирована на премию BET Awards в номинации Лучшая исполнительница хип-хопа.
В 2013 году она получила награду за достижения на инаугурационном балу хип-хопа 2013 года. Она была первой женщиной-сольной исполнительницей хип-хопа, получившей награду BET I Am Hip Hop Icon Lifetime Achievement Award.
Сингл «Dear John» был выпущен 9 сентября 2014 года и достиг пика в чарте Billboard Twitter Trending на третьем месте. После двенадцати лет перерыва MC Lyte выпустила альбом, Legend 18 апреля 2015 года. В течение 2018 года она продолжала выпускать серию синглов.
В январе 2019 года получила награду Trail Blazer Award на церемонии Trumpet Awards в Атланте с рэперами Yo Yo, Lil Mama, Da Brat, Big Tigger и Dj K-Rock.

## Личная жизнь
В начале 2016 года она начала встречаться с ветераном морской пехоты и предпринимателем Джоном Уиче после встречи с ним на Match.com. Они объявили о своей помолвке в мае 2017 года, а в августе обменялись клятвами во время музыкальной свадьбы в Монтего-Бей, Ямайка. Лайт шла к алтарю под музыку группы Конго в стиле регги, а подруга пары Келли Прайс пела им серенаду во время церемонии. После этого состоялась интимная встреча только с близкими друзьями и членами семьи.

## Дискография
- Lyte as a Rock (1988)
- Eyes on This (1989)
- Act Like You Know (1991)
- Ain’t No Other (1993)
- Bad As I Wanna B (1996)
- Seven & Seven (1998)
- Da Undaground Heat, Vol. 1 (2003)
- Legend (2015)